# Джейсон Тіматуа
Джейсон Тіматуа (англ. Jayson Timatua, 27 грудня 1998) — вануатський футболіст, що грає на позиції півзахисника в клубі «Гелексі» та збірній Вануату.

## Клубна кар'єра
Джейсон Тіматуа розпочав виступи на футбольних полях у 2017 році в команді «Стефердс Юнайтед». У 2019 році футболіст перейшов до складу клубу «Тафеа». З 2021 року Тіматуа грає в складі клубу «Гелексі».

## Виступи за збірні
Джейсон Тіматуа ще до початку професійної кар'єри виступав у складі юнацької збірної Вануату віком гравців до 17 років. У 2017 році Тіматуа у складі молодіжної збірної Вануату брав участь у першому в історії виступі вануатської молодіжки на тогорічному молодіжному чемпіонаті світу. з 2018 року футболіст грає у складі національної збірної Вануату, та брав у її складі участь у розіграші Кубка націй ОФК 2024 року. Станом на липень 2025 року Тіматуа зіграв у складі національної збірної 4 матчі, в яких забитими голами не відзначився.